# Liga Europy UEFA (2023/2024)/Faza kwalifikacyjna
Artykuł prezentuje szczegółowe dane dotyczące rozegranych meczów które miały na celu wyłonienie 10 drużyn piłkarskich, które wezmą udział w fazie grupowej Ligi Europy UEFA 2023/2024. Faza kwalifikacyjna trwała od 10 do 31 sierpnia 2022.

## Terminarz
Poniżej przedstawiono terminarz rozgrywek (wszystkie losowania odbędą się w siedzibie UEFA w Nyonie).
| Faza         | Runda                        | Data losowania  | Pierwszy mecz    | Drugi mecz       |
| ------------ | ---------------------------- | --------------- | ---------------- | ---------------- |
| Kwalifikacje | Trzecia runda kwalifikacyjna | 24 lipca 2023   | 10 sierpnia 2023 | 17 sierpnia 2023 |
| Play-off     | Play-off                     | 7 sierpnia 2023 | 24 sierpnia 2023 | 31 sierpnia 2023 |

## III runda kwalifikacyjna
W tej rundzie turniej kwalifikacyjny został podzielony na 2 ścieżki – mistrzowską i ligową:
- do startu w III rundzie kwalifikacyjnej w ścieżce mistrzowskiej uprawnionych było 10 drużyn (wszystkie z II rundy kwalifikacji Ligi Mistrzów w ścieżce mistrzowskiej);
- do startu w III rundzie kwalifikacyjnej w ścieżce ligowej uprawnione były 4 drużyny (w tym 2 z II rundy kwalifikacji Ligi Mistrzów w ścieżce ligowej), z czego 2 były rozstawione.

Drużyny, które przegrały w tej rundzie, otrzymały prawo gry w rundzie play-off Ligi Konferencji Europy UEFA.

### Podział na koszyki
W ścieżce mistrzowskiej zespoły podzielono na 2 koszyki, bez rozstawień. W ścieżce ligowej za rozstawione drużyny uznano zespoły, które zaczęły rywalizację od III rundy kwalifikacyjnej, natomiast za nierozstawione uznano zespoły, które odpadły w II rundzie kwalifikacyjnej Ligi Mistrzów UEFA.
Ścieżka mistrzowska:
| Grupa 1         | Grupa 1 |
| Drużyna         |         |
| --------------- | ------- |
| Žalgiris Wilno  |         |
| Qarabağ FK      |         |
| BK Häcken       |         |
| HJK Helsinki    |         |
| Breiðablik      |         |
| Zrinjski Mostar |         |

| Grupa 2           | Grupa 2 |
| Drużyna           |         |
| ----------------- | ------- |
| Łudogorec Razgrad |         |
| BATE Borysów      |         |
| Sheriff Tyraspol  |         |
| FK Astana         |         |

Ścieżka ligowa:
| Drużyny rozstawione    |
| Drużyna                |
| Slavia Praga           |
| Olympiakos SFP         |
| Drużyny nierozstawione |
| Drużyna                |
| KRC Genk               |
| SK Dnipro-1            |

### Pary III rundy kwalifikacyjnej
| Drużyna 1                            | Wynik dwumeczu      | Drużyna 2           | Pierwszy mecz       | Drugi mecz          |                     |
| Ścieżka mistrzowska                  | Ścieżka mistrzowska | Ścieżka mistrzowska | Ścieżka mistrzowska | Ścieżka mistrzowska | Ścieżka mistrzowska |
| ------------------------------------ | ------------------- | ------------------- | ------------------- | ------------------- | ------------------- |
| Žalgiris Wilno                       | 1:8                 | BK Häcken           | 1:3                 | 0:5                 |                     |
| Qarabağ FK                           | 4:2                 | HJK Helsinki        | 2:1                 | 2:1                 |                     |
| Zrinjski Mostar                      | 6:3                 | Breiðablik          | 6:2                 | 0:1                 |                     |
| Sheriff Tyraspol                     | 7:3                 | BATE Borysów        | 5:1                 | 2:2                 |                     |
| FK Astana                            | 3:6                 | Łudogorec Razgrad   | 2:1                 | 1:5                 |                     |
| Ścieżka ligowa                       |                     |                     |                     |                     |                     |
| Olympiakos SFP                       | 2:1                 | KRC Genk            | 1:0                 | 1:1                 |                     |
| Slavia Praga                         | 4:1                 | SK Dnipro-1         | 3:0                 | 1:1                 |                     |
| Po lewej gospodarz pierwszego meczu. |                     |                     |                     |                     |                     |

### Pierwsze mecze

#### Ścieżka mistrzowska
| 110 sierpnia 2023 | Žalgiris Wilno | 1:3   | BK Häcken                     |                                                         |
| 18:00 CEST        | Hnid 85'       | (0:1) | 38', 48' Hrstić · 70' Rygaard | Stadion LFF, Wilno Widzów: 4 789 Sędzia: Mykoła Bałakin |

| 210 sierpnia 2023 | Qarabağ FK                | 2:1   | HJK Helsinki |                                                                                          |
| 18:00 CEST        | Andrade 55' · Juninho 85' | (0:0) | 77' Olusanya | Stadion Republikański im. Tofiqa Bəhramova, Baku Widzów: 24 984 Sędzia: Roi Reinshreiber |

| 310 sierpnia 2023 | Zrinjski Mostar                                                | 6:2   | Breiðablik                      |                                                                           |
| 21:00 CEST        | Kiš 2', 30' · Malekinušić 22' (40) · Bilbija 33' · Ivančić 55' | (5:0) | 64' Lúðvíksson · 74' Eyjólfsson | Stadion pod Bijelim brijegom, Mostar Widzów: 6 200 Sędzia: Nicholas Walsh |

| 410 sierpnia 2023 | Sheriff Tyraspol                                    | 5:1   | BATE Borysów |                                                                   |
| 19:00 CEST        | Ankeye 12', 47' · Badolo 32' · Yansané 90+3', 90+8' | (2:0) | 50' Bane     | Stadion Sheriff, Tyraspol Widzów: 5 400 Sędzia: Mohammed Al-Hakim |

| 58 sierpnia 2023 | FK Astana                     | 2:1   | Łudogorec Razgrad |                                                            |
| 16:00 CEST       | Tomašević 40' · Maroczkin 53' | (1:1) | 34' Sundberg      | Astana Arena, Astana Widzów: 23 967 Sędzia: Horațiu Feșnic |

#### Ścieżka ligowa
| 110 sierpnia 2023 | Olympiakos SFP | 1:0   | KRC Genk |                                                                               |
| 21:00 CEST        | Fortunis 1'    | (1:0) |          | Stadion im. Jeorjosa Karaiskakisa, Pireus Widzów: 24 123 Sędzia: Glenn Nyberg |

| 210 sierpnia 2023 | Slavia Praga                 | 3:0   | SK Dnipro-1 |                                                             |
| 19:00 CEST        | Schranz 5', 37' · Wallem 81' | (2:0) |             | Fortuna Arena, Praga Widzów: 19 102 Sędzia: Lawrence Visser |

### Rewanże

#### Ścieżka mistrzowska
| 117 sierpnia 2023 | BK Häcken                                                          | 5:0   | Žalgiris Wilno |                                                             |
| 19:00 CEST        | Hrstić 27' · Sa. Gustafson 56' · Sadiq 63', 73' (k.) · Sonko 90+2' | (1:0) |                | Bravida Arena, Göteborg Widzów: 3 926 Sędzia: António Nobre |

| 217 sierpnia 2023 | HJK Helsinki | 1:2   | Qarabağ FK                       |                                                          |
| 18:00 CEST        | Hostikka 10' | (1:1) | 45+3' (k.) Bayramov · 56' Benzia | Bolt Arena, Helsinki Widzów: 7 612 Sędzia: Willy Delajod |

| 317 sierpnia 2023 | Breiðablik             | 1:0   | Zrinjski Mostar |                                                                     |
| 19:30 CEST        | Jakovljević 56' (sam.) | (0:0) |                 | Kópavogsvöllur, Kópavogur Widzów: 673 Sędzia: Anastasios Papapetrou |

| 417 sierpnia 2023 | BATE Borysów                | 2:2   | Sheriff Tyraspol                          |                                                                       |
| 20:00 CEST        | Kancawy 25' · Łapcieu 90+4' | (1:2) | 40' (k.) Ricardinho · 45+2' (k.) Luvannor | Mezőkövesdi Városi Stadion, Mezőkövesd Widzów: 0 Sędzia: Tamás Bognár |

| 517 sierpnia 2023 | Łudogorec Razgrad                                      | 5:1   | FK Astana  |                                                               |
| 20:00 CEST        | Tekpetey 25', 50' · Piotrowski 47', 58' · Despodow 67' | (1:1) | 29' Darboe | Łudogorec Arena, Razgrad Widzów: 5 469 Sędzia: Anthony Taylor |

#### Ścieżka ligowa
| 117 sierpnia 2023 | KRC Genk          | 1:1   | Olympiakos SFP        |                                                          |
| 20:00 CEST        | Paintsil 30' (k.) | (1:0) | 90+6' Alexandropoulos | Cegeka Arena, Genk Widzów: 11 998 Sędzia: Tobias Stieler |

| 217 sierpnia 2023 | SK Dnipro-1      | 1:1   | Slavia Praga |                                                                          |
| 20:00 CEST        | Rubczyński 45+1' | (1:0) | 52' Jurečka  | Košická futbalová aréna, Koszyce Widzów: 5 855 Sędzia: Jesús Gil Manzano |

## Runda play-off
Do startu w rundzie play-off uprawnionych było 20 drużyn (w tym 7 z poprzedniej rundy oraz 6 z III rundy kwalifikacji Ligi Mistrzów w ścieżce mistrzowskiej).
Drużyny, które przegrały w tej rundzie, otrzymały prawo gry w fazie grupowej Ligi Konferencji Europy UEFA.

### Podział na koszyki
W rundzie play-off drużyny zostały podzielone na 4 koszyki, bez rozstawień:
- Koszyk 1: 6 drużyn, które zaczęły rywalizację w tej rundzie.
- Koszyk 2: 6 drużyn z III rundy kwalifikacji Ligi Mistrzów w ścieżce mistrzowskiej.
- Koszyk 3: 5 drużyn, które wygrały w poprzedniej rundzie w ścieżce mistrzowskiej.
- Koszyk 4: 2 drużyny, które wygrały w poprzedniej rundzie w ścieżce ligowej oraz 1 drużyna, która zaczęła rywalizację w tej rundzie z najgorszej federacji, według współczynnika UEFA, z której drużyna zaczyna rywalizację od tej rundy, czyli Szwajcarii.

| Grupa 1       |
| Drużyna       |
| ------------- |
| Ajax          |
| LASK Linz     |
| Aberdeen      |
| FK Čukarički  |
| Zoria Ługańsk |
| Union SG      |

| Grupa 2           |
| Drużyna           |
| ----------------- |
| Aris Limassol     |
| Slovan Bratysława |
| Dinamo Zagrzeb    |
| Olimpija Lublana  |
| Sparta Praga      |
| KÍ Klaksvík       |

| Grupa 3           |
| Drużyna           |
| ----------------- |
| BK Häcken         |
| Qarabağ FK        |
| Zrinjski Mostar   |
| Sheriff Tyraspol  |
| Łudogorec Razgrad |

| Grupa 4        |
| Drużyna        |
| -------------- |
| FC Lugano      |
| Olympiakos SFP |
| Slavia Praga   |

### Pary rundy play-off
| Drużyna 1                            | Wynik dwumeczu | Drużyna 2        | Pierwszy mecz | Drugi mecz |
| ------------------------------------ | -------------- | ---------------- | ------------- | ---------- |
| Slavia Praga                         | 3:2            | Zoria Ługańsk    | 2:0           | 1:2        |
| Olympiakos SFP                       | 6:1            | FK Čukarički     | 3:1           | 3:0        |
| Union SG                             | 3:0            | FC Lugano        | 2:0           | 1:0        |
| Łudogorec Razgrad                    | 2:4            | Ajax             | 1:4           | 1:0        |
| BK Häcken                            | 5:3            | Aberdeen         | 2:2           | 3:1        |
| LASK Linz                            | 3:2            | Zrinjski Mostar  | 2:1           | 1:1        |
| KÍ Klaksvík                          | 2:3            | Sheriff Tyraspol | 1:1           | 1:2        |
| Olimpija Lublana                     | 1:3            | Qarabağ FK       | 0:2           | 1:1        |
| Slovan Bratysława                    | 4:7            | Aris Limassol    | 2:1           | 2:6        |
| Dinamo Zagrzeb                       | 4:5            | Sparta Praga     | 3:1           | 1:4        |
| Po lewej gospodarz pierwszego meczu. |                |                  |               |            |

### Pierwsze mecze
| 124 sierpnia 2023 | Slavia Praga                | 2:0   | Zoria Ługańsk |                                                           |
| 19:00 CEST        | Tijani 81' · Masopust 90+4' | (0:0) |               | Fortuna Arena, Praga Widzów: 18 522 Sędzia: Kristo Tohver |

| 224 sierpnia 2023 | Olympiakos SFP                  | 3:1   | FK Čukarički      |                                                                                 |
| 21:00 CEST        | El Kaabi 3', 40' · Fortunis 16' | (3:0) | 90+2' Miladinović | Stadion im. Jeorjosa Karaiskakisa, Pireus Widzów: 24 332 Sędzia: Donatas Rumšas |

| 324 sierpnia 2023 | Union SG              | 2:0   | FC Lugano |                                                                           |
| 20:30 CEST        | Eckert 8' · Terho 71' | (1:0) |           | Stade Constant Vanden Stock, Anderlecht Widzów: 7 238 Sędzia: Enea Jorgji |

| 424 sierpnia 2023 | Łudogorec Razgrad | 1:4   | Ajax                              |                                                               |
| 20:00 CEST        | Verdon 70' (k.)   | (0:3) | 16', 18', 50' Kudus · 40' Brobbey | Łudogorec Arena, Razgrad Widzów: 9 880 Sędzia: Marco Di Bello |

| 524 sierpnia 2023 | BK Häcken                    | 2:2   | Aberdeen                 |                                                           |
| 19:00 CEST        | Layouni 36' · Sadiq 69' (k.) | (1:0) | 75' Miowski · 79' Devlin | Bravida Arena, Göteborg Widzów: 4 424 Sędzia: Filip Glova |

| 624 sierpnia 2023 | LASK Linz    | 2:1   | Zrinjski Mostar |                                                            |
| 21:00 CEST        | Žulj 4', 12' | (2:0) | 71' Sabljić     | Raiffeisen Arena, Linz Widzów: 8 300 Sędzia: Orel Grinfeld |

| 724 sierpnia 2023 | KÍ Klaksvík  | 1:1   | Sheriff Tyraspol |                                                            |
| 20:45 CEST        | Da Silva 52' | (0:0) | 73' Ngom Mbekeli | Tórsvøllur, Thorshavn Widzów: 3 413 Sędzia: Rade Obrenovič |

| 824 sierpnia 2023 | Olimpija Lublana | 0:2   | Qarabağ FK               |                                                               |
| 20:00 CEST        |                  | (0:2) | 32' Medina · 44' Andrade | Stadion Stožice, Lublana Widzów: 6 123 Sędzia: Georgi Kabakow |

| 924 sierpnia 2023 | Slovan Bratysława       | 2:1   | Aris Limassol |                                                                             |
| 20:30 CEST        | Tolić 34' · Strelec 57' | (1:0) | 73' Mayambela | Národný futbalový štadión, Bratysława Widzów: 17 564 Sędzia: William Collum |

| 1024 sierpnia 2023 | Dinamo Zagrzeb                        | 3:1   | Sparta Praga    |                                                              |
| 20:00 CEST         | Špikić 44' · Perić 59' · Ivanušec 61' | (1:1) | 39' (k.) Krejčí | Stadion Maksimir, Zagrzeb Widzów: 12 170 Sędzia: Marco Guida |

### Rewanże
| 131 sierpnia 2023 | Zoria Ługańsk                | 2:1   | Slavia Praga |                                                         |
| 19:00 CEST        | Alefirenko 32' · Antyukh 41' | (2:0) | 83' Jurásek  | Arena Lublin, Lublin Widzów: 964 Sędzia: Jérôme Brisard |

| 231 sierpnia 2023 | FK Čukarički | 0:3   | Olympiakos SFP                        |                                                                 |
| 20:00 CEST        |              | (0:2) | 34' Masuras · 45+1' Biel · 53' Retsos | Dubočica Stadium, Leskovac Widzów: 6 812 Sędzia: Danny Makkelie |

| 331 sierpnia 2023 | FC Lugano | 0:1 | Union SG  |                                                           |
| 20:30 CEST        |           |     | 7' Eckert | Stade de Genève, Genewa Widzów: 1 171 Sędzia: Harm Osmers |

| 431 sierpnia 2023 | Ajax | 0:1   | Łudogorec Razgrad |                                                                     |
| 20:00 CEST        |      | (0:0) | 62' Tissera       | Johan Cruijff Arena, Amsterdam Widzów: 50 900 Sędzia: Ivan Kružliak |

| 531 sierpnia 2023 | Aberdeen         | 1:3   | BK Häcken                         |                                                                   |
| 20:45 CEST        | Miowski 56' (k.) | (0:2) | 14', 41' Sadiq · 81' (k.) Layouni | Pittodrie Stadium, Aberdeen Widzów: 19 237 Sędzia: Daniel Siebert |

| 631 sierpnia 2023 | Zrinjski Mostar  | 1:1   | LASK Linz   |                                                                          |
| 21:00 CEST        | Bilbija 38' (k.) | (1:0) | 52' Jovičić | Stadion pod Bijelim brijegom, Mostar Widzów: 6 520 Sędzia: Tiago Martins |

| 731 sierpnia 2023 | Sheriff Tyraspol                | 2:1   | KÍ Klaksvík |                                                                  |
| 19:00 CEST        | Luvannor 16' (k.) · Zohouri 74' | (1:1) | 34' Kassi   | Stadion Sheriff, Tyraspol Widzów: 5 493 Sędzia: Halil Umut Meler |

| 831 sierpnia 2023 | Qarabağ FK        | 1:1   | Olimpija Lublana | |
| 18:00 CEST        | Bayramov 24' (k.) | (1:1) | 36' Pinto        | Stadion Republikański im. Tofiqa Bəhramova, Baku Widzów: 27 354 Sędzia: Alejandro Hernández Hernández |

| 931 sierpnia 2023 | Aris Limassol                                                 | 6:2   | Slovan Bratysława            |                                                                |
| 19:00 CEST        | Gomis 21', 45+7', 51' · Szöke 24' · Mayambela 67' · Brown 72' | (3:1) | 37' Strelec · 89' Barseghian | Limassol Arena, Limassol Widzów: 2 872 Sędzia: Erik Lambrechts |

| 1031 sierpnia 2023 | Sparta Praga                                          | 4:1   | Dinamo Zagrzeb |                                                             |
| 19:00 CEST         | Haraslín 2' · Sørensen 24' · Panák 67' · Olatunji 87' | (2:0) | 71' Baturina   | Generali Arena, Praga Widzów: 17 953 Sędzia: Tobias Stieler |